# Перевальненский сельсовет
Перева́льненский сельсове́т — упразднённое муниципальное образование в составе Минераловодского района Ставропольского края Российской Федерации.
Административный центр — хутор Перевальный.

## География
Территория Перевальненского сельсовета располагалась в северо-западной части Минераловодского района. В пределах границ упразднённого муниципального образования протекают река Суркуль и канал «Широкий» Также имеются водоёмы рыбхоза СПК «Волна». Рельеф — равнинный. Природные ресурсы представлены плодородными почвами, добывается минеральная вода. Площадь территории сельсовета составляла 12254 га.

## История
- декабрь 1986 год — был образован Перевальненский сельсовет[4].
- Законом Ставропольского края от 28 мая 2015 года № 51-кз[2], все муниципальные образования, входящие в состав Минераловодского муниципального района Ставропольского края (Минераловодского территориального муниципального образования Ставропольского края) — городские поселения Минеральные Воды, посёлок Анджиевский, сельские поселения Гражданский сельсовет, село Греческое, Левокумский сельсовет, Ленинский сельсовет, Марьино-Колодцевский сельсовет, село Нагутское, Нижнеалександровский сельсовет, Первомайский сельсовет, Перевальненский сельсовет, Побегайловский сельсовет, Прикумский сельсовет, Розовский сельсовет и Ульяновский сельсовет были преобразованы, путём их объединения, в Минераловодский городской округ.

## Население
| 1989 | 2002  | 2010  | 2011  | 2012  | 2013  | 2014  | 2015  |
| ---- | ----- | ----- | ----- | ----- | ----- | ----- | ----- |
| 1583 | ↗1870 | ↘1762 | ↘1759 | ↘1735 | ↗1742 | ↘1712 | ↘1695 |

## Состав сельского поселения
До упразднения Перевальненского сельсовета в состав его территории входили 3 населённых пункта:
| № | Населённый пункт | Тип населённого пункта        | Население |
| - | ---------------- | ----------------------------- | --------- |
| 1 | Лысогорский      | хутор                         | ↗500      |
| 2 | Любительский     | хутор                         | →200      |
| 3 | Перевальный      | хутор, административный центр | ↗1140     |

## Органы власти
Представительный орган — Дума Перевальненского сельсовета — состоял из 10 депутатов, избираемых на муниципальных выборах по многомандатному избирательному округу.